# Peter Woulfe
Peter Woulfe (Limerick, 1727 — Londres, 1803) foi um químico e mineralogista irlandês.
Foi o primeiro a supor que a wolframita poderia conter um elemento desconhecido na época.